# Genkarte
Eine Genkarte zeigt die lineare Anordnung der Gene im Genom eines Organismus.
Man unterscheidet dabei genetische und physikalische Genkarten.
Auf einer genetischen Karte ist die Reihenfolge von Genorten eingetragen.
Auf einer physikalischen Genkarte sind die genauen Abstände zwischen Genen gemessen in Basenpaaren eingetragen.
Obwohl die Anordnung der Gene auf beiden Kartenarten die gleiche ist, gibt es keine universal gültige „Umrechnungsformel“ zwischen den beiden Kartenarten. Der Grund dafür ist, dass Rekombinationshäufigkeiten je nach Region des Genoms und je nach Geschlecht extrem stark variieren.
Um eine vollständige physikalische Genkarte zu erhalten, muss die Genomsequenz eines Organismus bekannt sein. Aus dieser lässt sich auch abschätzen, wie viele Gene im Genom enthalten sind.

## Kopplungskarte oder genetische Karte
Zum einen kann man Kopplungskarten (linking maps / linkage maps) erstellen.
Dabei dient die Crossing-over-Rate als Maß für den Abstand zweier Genorte: Durch Crossing-over werden Gene voneinander getrennt. Liegen zwei Gene nah beieinander, so ist eine Trennung weniger wahrscheinlich, als wenn sie weit auseinander liegen. Eine Kopplungskarte wird durch Analyse von Rekombinationsereignissen durch Dreipunktanalyse erstellt und gibt lediglich die Reihenfolge der Gene auf einem Chromosom und keine präzisen Ortsangaben wieder.
Die Kartierungseinheit ist hier ein Centimorgan. 1 cM bedeutet eine Rekombinationshäufigkeit von 1 %. (Liegt die Rekombinationshäufigkeit zweier Gene bei 16 %, so beträgt ihr genetischer Abstand 16 cM). Je weniger häufig sich die Gene rekombinieren, desto näher liegen die untersuchten Genorte beieinander. Bei einem Abstand von 50 cM (Rekombinationsrate von 50 %; etwa ein Drittel der Chromosomenlänge) gelten die Genorte als ungekoppelt, d. h. man kann mittels einfacher Kopplungsanalysen nicht mehr feststellen, ob zwei Gene auf einem Chromosom liegen oder nicht.

## Cytologische Chromosomenkarte oder physikalische Karte
Dagegen kann man mit anderen Methoden cytologische Chromosomenkarten erstellen, die die physikalische Lage von Genen auf einem Chromosom wiedergeben.
Zum Erstellen von cytologischen Chromosomenkarten bedient man sich nicht der Auswertung von Rekombinationsereignissen, sondern zum Beispiel der mikroskopischen Sichtbarmachung (In-situ-Hybridisierung, FISH) bekannter Gene. Der Abstand zweier Gene auf einer cytologischen Karte wird in m angegeben (µm). Es kommen verschiedene Verfahren zum Einsatz, beispielsweise die Gewinnung von DNA-Fragmenten durch Restriktionsenzyme mit anschließender Anordnung der Fragmente. Die Anordnung der Fragmente führt zu bekannten bioinformatischen Problemen, z. B. dem Double Digest Problem.
Sei {\displaystyle S} eine DNA-Sequenz. Eine physikalische Karte besteht aus einer Menge von Markern {\displaystyle M} und einer Abbildung {\displaystyle p\colon M\mapsto \mathbb {N} }, die jedem Marker in {\displaystyle M} eine Position in {\displaystyle S} zuordnet.
Vor der Entwicklung der DNA-Sequenzierung wurde die relative Lage von Genen per Dreipunktanalyse ermittelt.

## Vergleich
Beim Vergleich von Kopplungskarten und cytologischen Genkarten stimmt zwar die Reihenfolge der untersuchten Gene überein, nicht aber ihre Lage auf dem Chromosom. Das liegt zum einen daran, dass Crossing-over-Ereignisse in manchen Bereichen eines Chromosoms häufiger vorkommen als in anderen. Zum anderen gibt es geschlechtsspezifische Unterschiede in der Rekombinationshäufigkeit.